# Sangre sabia
Sangre sabia es una película dramática de 1979 dirigida por John Huston y protagonizada por Brad Dourif, Dan Shor, Amy Wright, Harry Dean Stanton y Ned Beatty. Está basada en la novela de 1952 Wise Blood de Flannery O'Connor. Como coproducción con Alemania, la película se tituló Der Ketzer o Die Weisheit des Blutes cuando se estrenó allí, y Le Malin cuando se estrenó en Francia.

## Trama
Hazel «Haze» Motes es un veterano de veintidós años de edad de una guerra no especificada y predicador de la Iglesia de la Verdad sin Cristo, una organización religiosa de su propia creación, que está en contra de cualquier creencia en Dios, en la vida después de la muerte, en el pecado o en el mal. El protagonista se encuentra con varios personajes como la adolescente Sabbath Lilly Hawks, su abuelo Asa Hawks que es un predicador convencional de la calle; y un chico de la localidad, Enoch Emery, que encuentra un "nuevo" Jesús en el museo local en forma del diminuto cadáver de un indio sudamericano encogido. Hoover Shoates es un promotor que quiere dirigir la carrera de Hazel como profeta mientras la casera de Hazel se enamora de él.
El director de la película aparece en varias secuencias de fantasía como el abuelo de Hazel.

## Reparto
- Brad Dourif como Hazel Motes
- John Huston como el abuelo
- Dan Shor como Enoch Emory
- Mary Nell Santacroce como la propietaria
- Harry Dean Stanton como Asa Hawks
- Amy Wright como Sabbath Lily Hawks
- Ned Beatty como Hoover Shoates
- William Hickey como el predicador
- JL Parker como Karl
- Marvin Sapp como Raymond
- Betty Lou Groover como Leora Watts

## Producción
Sangre sabia fue filmada principalmente en y alrededor de Macon, Georgia, cerca de la casa de O'Connor en Andalucía en el condado de Baldwin, usando muchos residentes locales como extras. La partitura original fue compuesta por Alex North. 
New Line Cinema se hizo cargo de la distribución de la película en Estados Unidos después de la proyección en el Festival de Cannes.

## Lanzamiento
La película se estrenó fuera de competición en el Festival de Cine de Cannes en mayo de 1979. La película fue modificada, en particular, la banda sonora, y se mostró en el Festival de Cine de Nueva York en septiembre y luego se estrenó en Francia en octubre. La película se estrenó para una clasificación para losPremios de la Academia durante una semana el Teatro Real Laemmle de Los Ángeles en diciembre antes de ser estrenada en el resto de los Estados Unidos en febrero de 1980. 

### Medios de comunicación
Fue lanzada en DVD por LA Criterion Collection el 12 de mayo de 2009.

## Crítica
En Cannes, la película tuvo una recepción mixta. Tras su proyección en el Festival de Cine de Nueva York, el crítico Vincent Canby llamó a la película «una de las más originales e impresionantes películas de John Huston. Es tan excéntrica, tan divertida, tan sorprendente y tan inquietante que es difícil creer que no sea la primera película de un enfant terrible en lugar del trigésimo tercer largometraje de un hombre que ahora tiene setenta años y cuya carrera ha tenido más altibajos que una década de mapas meteorológicos». Sam Jordison de The Guardian escribió en una reseña retrospectiva: «Esta adaptación es maravillosa. Hace el raro truco de parecer fiel al espíritu y la voz del libro, mientras que es una obra de arte por derecho propio.»
A partir de agosto de 2020, Sangre sabia tiene una calificación del 87% en Rotten Tomatoes de 23 revisiones.